# 方展荣
方展荣（1948年9月—），潮劇演員，工丑行，原籍中國廣東普宁洪陽。
獲評中國國家一級演員的正高級職稱，曾任广东潮剧院二团团长。
主要演出作品有《柴房會》、《蘇六娘》、《無意神醫》等古裝戲和《老兵回鄉》等現代戲。
著有《潮丑艺谭》等書。 

　